# Cottapistus scorpio
Cottapistus scorpio är en fiskart som först beskrevs av Ogilby, 1910.  Cottapistus scorpio ingår i släktet Cottapistus och familjen Tetrarogidae. Inga underarter finns listade i Catalogue of Life.